# 光苞柳
光苞柳（学名：Salix tenella）是杨柳科柳属的植物，是中国的特有植物。分布在中国大陆的云南、四川等地，生长于海拔2,600米至3,800米的地区，见于山坡及沟谷中，目前尚未由人工引种栽培。

## 异名
- Salix tenella Schneid. var. trichadenia Hand.-Mazz.